# يوهان رودلف هوبر
يوهان رودلف هوبر (بالألمانية: Johann Rudolf Huber)‏ هو رسام ونقاش وسياسي سويسري، ولد في 21 أبريل 1668 في سويسرا، وتوفي في 28 فبراير 1748 في سويسرا.